# Annaburg
Annaburg (pronunciación en alemán: /ˈanaˌbʊʁk/ⓘ) es un municipio situado en el distrito de Wittenberg, en el estado federado de Sajonia-Anhalt (Alemania), a una altitud de 75 metros. Su población a finales de 2015 era de unos 6900 habitantes y su densidad poblacional, 30 hab/km².
Se encuentra junto a la frontera con el estado de Brandeburgo.